# Vogelsberger Höhen-Club
Der Vogelsberger Höhen-Club (VHC) ist ein Wanderverein mit Sitz in Schotten, der sich um die Erschließung und Pflege von Wanderwegen im östlichen und mittleren Teil der Region Mittelhessen sowie der Wetterau kümmert. Er ist eingetragen in das Vereinsregister des Amtsgerichts Friedberg (VR 2015). 

## Geschichte
Der Verein wurde am 22. Juni 1881 in Schotten als Heimatverein gegründet, um im Vogelsberg den Fremdenverkehr zu fördern. Dieser sollte der armen Vogelsberger Bevölkerung, deren Lage sich im 19. Jahrhundert zusehends verschlechterte, eine weitere Einkommensquelle erschließen. Ziel des Vereins bei der Gründung war es „den Besuch des Gebirgs annehmlicher zu machen durch Aufstellung von Wegweisern, Verbesserung der Gebirgswege, Herstellung von Aussichtspunkten und Ruheplätzen, Instruierung von Touristenführern und Einwirkung auf Verbesserung der Gasthäuser“. Außerdem sollte die „Kenntnis des Gebirgs in naturwissenschaftlicher, historischer und topographischer Beziehung“ gefördert werden. Der Verein gliederte sich in schnell wachsende Zweigvereine: bis zum September 1881 hatten sich bereits 14 solcher Sektionen mit über 300 Mitgliedern gegründet.

## Vorsitzende
Auf der ersten Generalversammlung in Ulrichstein wählten die Mitglieder den Steuerkommissär Adalbert Klingelhöffer zum ersten Präsident des Gesamtvereins.
Nach dem Tode Adalbert Klingelhöffers 1885 „leitete Kreisrat Dr. Wolf von 1885 bis 1888 den Verein, danach folgten Oberförster August Diefenbach (1888–1908), Oberamtsrichter Richard Nispel (1908–1913), Kreisrat Dr. Merk (1914–1920), der Arzt Dr. Jakob Bruchhäuser (1920–1946), Dekan Rudolf Widmann (1947–1953), der Zahnarzt Dr. Harald Eckhardt (1953–1975), der Direktor der Gesamtschule Schotten Werner Reitz (1975–1989), Diplom-Ingenieur Peter Raven (1989–1999) und Apotheker Jürgen Uwe Klein, der den Gesamt-VHC von 1999 bis heute leitet.“

## Zweigvereine
Innerhalb des ersten Jahres gründeten sich 17 Zweigvereine an folgenden Orten: Alsfeld, Birstein, Büdingen, Darmstadt, Gedern, Gießen, Grünberg, Herbstein/Grebenhain, Hirzenhain, Homberg/Schweinsberg, Laubach, Lauterbach, Nidda, Ortenberg, Schlitz, Schotten und Ulrichstein. In der Folgezeit bildeten sich weitere Zweigvereine in Altenstadt, Grebenhain, Herchenhain, Hungen, Kirtorf, Langen, Salzschlirf, Stockhausen, Lich und Wächtersbach/Schlierbach. In Homberg, Kirtorf, Langen, Stockhausen und Schlitz zerfielen die Sektionen wieder. 1901 schloss sich der Gießener Vogesenclub als Zweigverein Taufstein dem Gesamt-VHC an. 1902 waren es 857 Mitglieder, 1907 3000.
Zu seinem 125-jährigen Bestehen 2006 besteht der VHC aus 30 Zweigvereinen und mehr als 3500 Mitgliedern in der Region zwischen Gießen, Fulda und Frankfurt.

## Einrichtungen
- Bereits 1887 wurde das Clubhaus „Berggasthof Hoherodskopf“ auf dem Hoherodskopf errichtet.
- Nebenan, mitten im 75. Jahr nach der Gründung des VHC gegründeten Naturpark Vulkanregion Vogelsberg, bietet das „Vater-Bender-Heim“ als Wanderheim Unterkünfte für Wanderer.
- Am 4. Juni 1910 wurde der 27 m hohe Bismarckturm als Aussichtsturm aus grauem Hartbasalt auf dem 773 m hohen Taufstein, der höchsten Erhebung des Vogelsberges, eingeweiht. Planung übernahm  Ludwig Hofmann aus Herborn.

Daneben unterhalten die Zweigvereine weitere Wanderheime und Aussichtstürme.

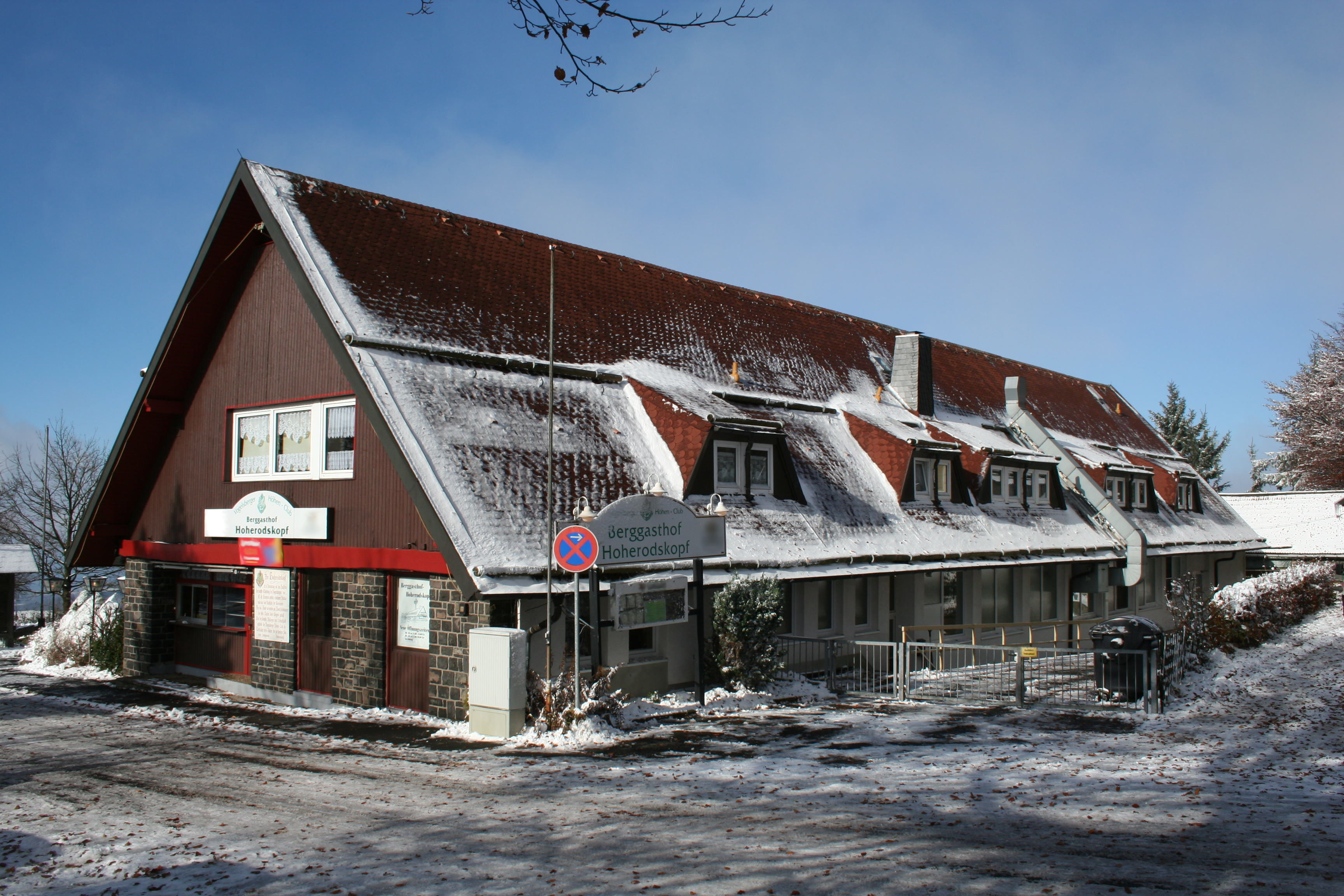
Berggasthof Hoherodskopf
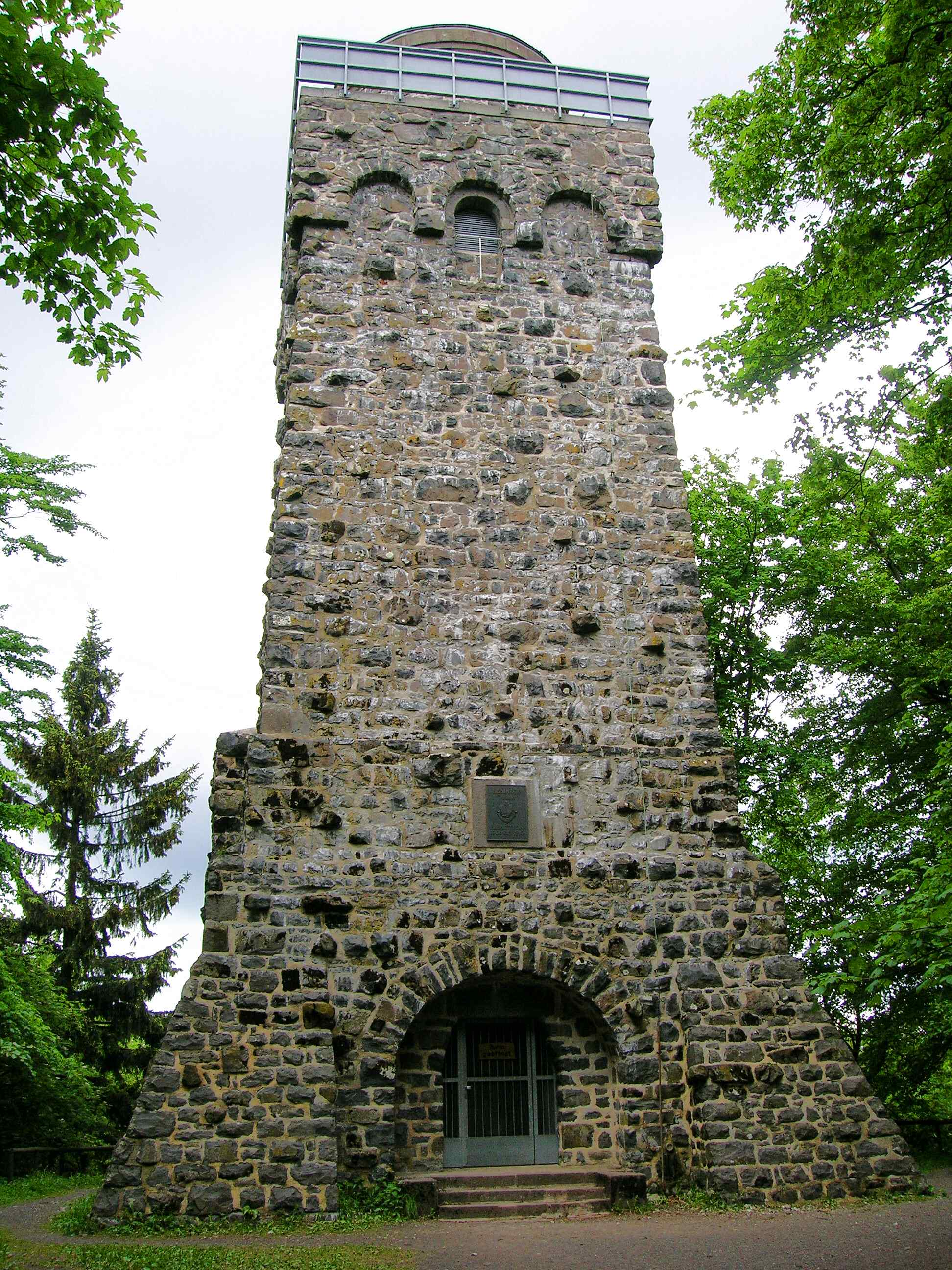
Bismarckturm auf dem Taufstein
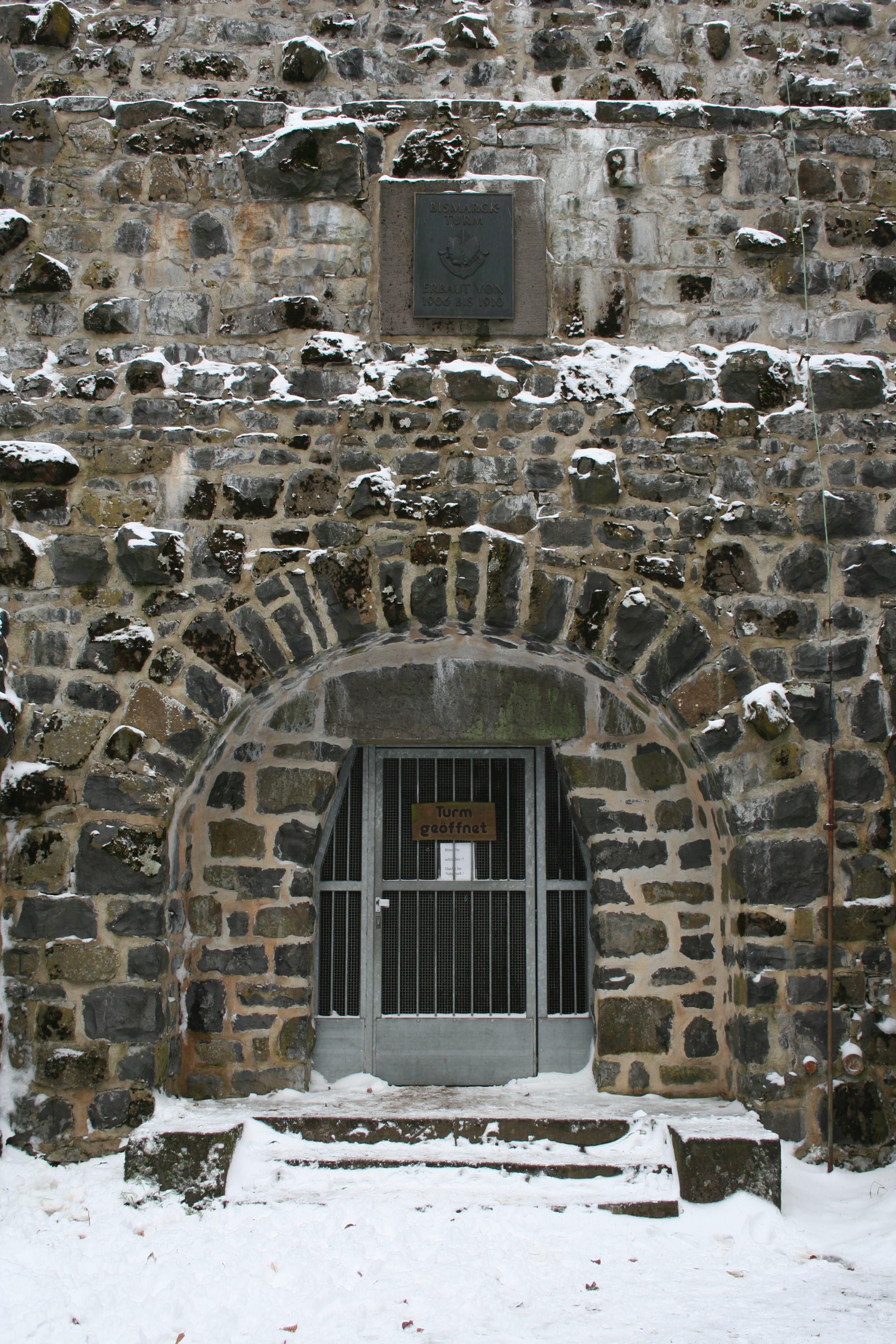
Bismarckturm Eingang
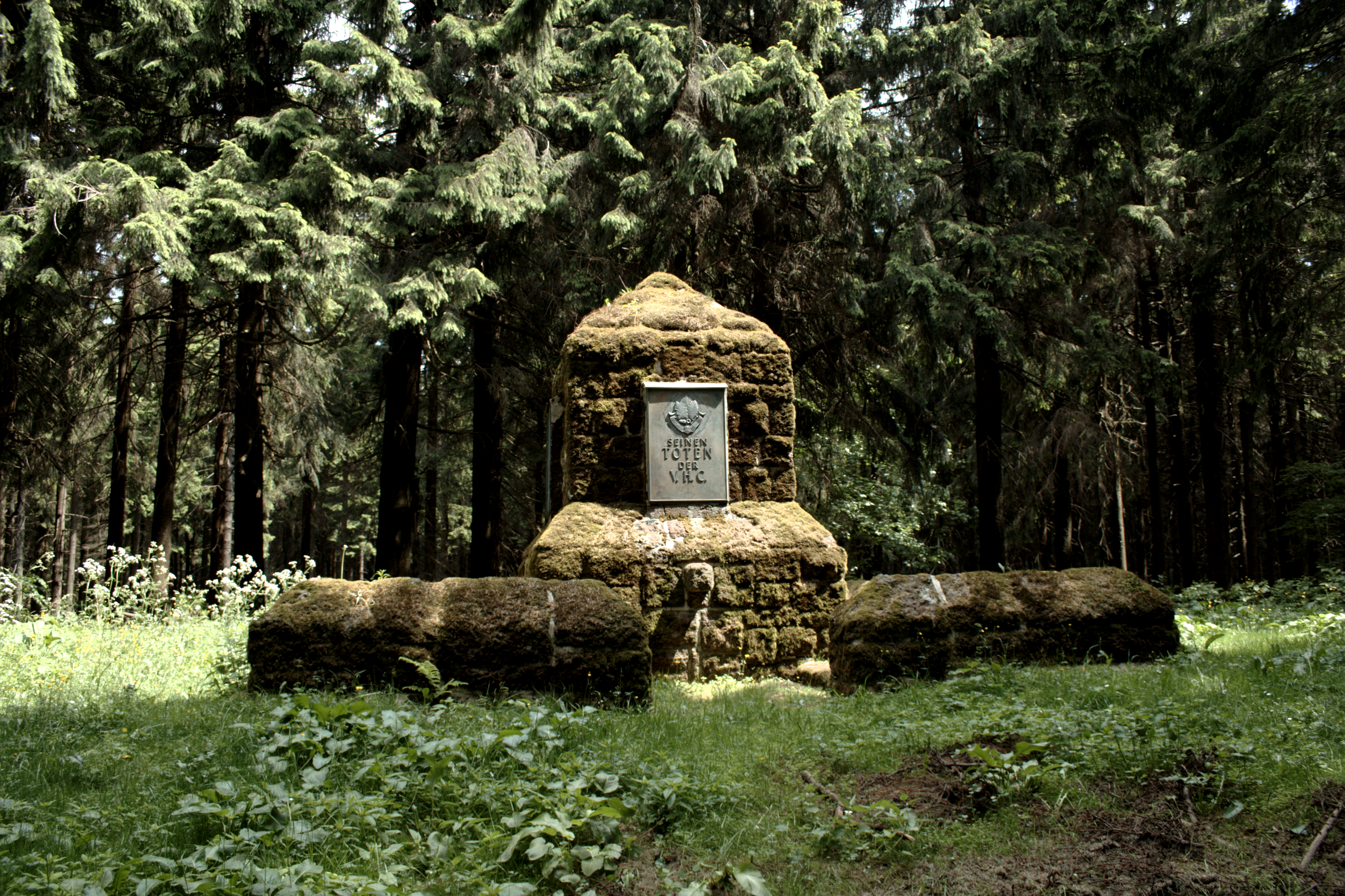
Denkmal nahe der Herchenhainer Höhe
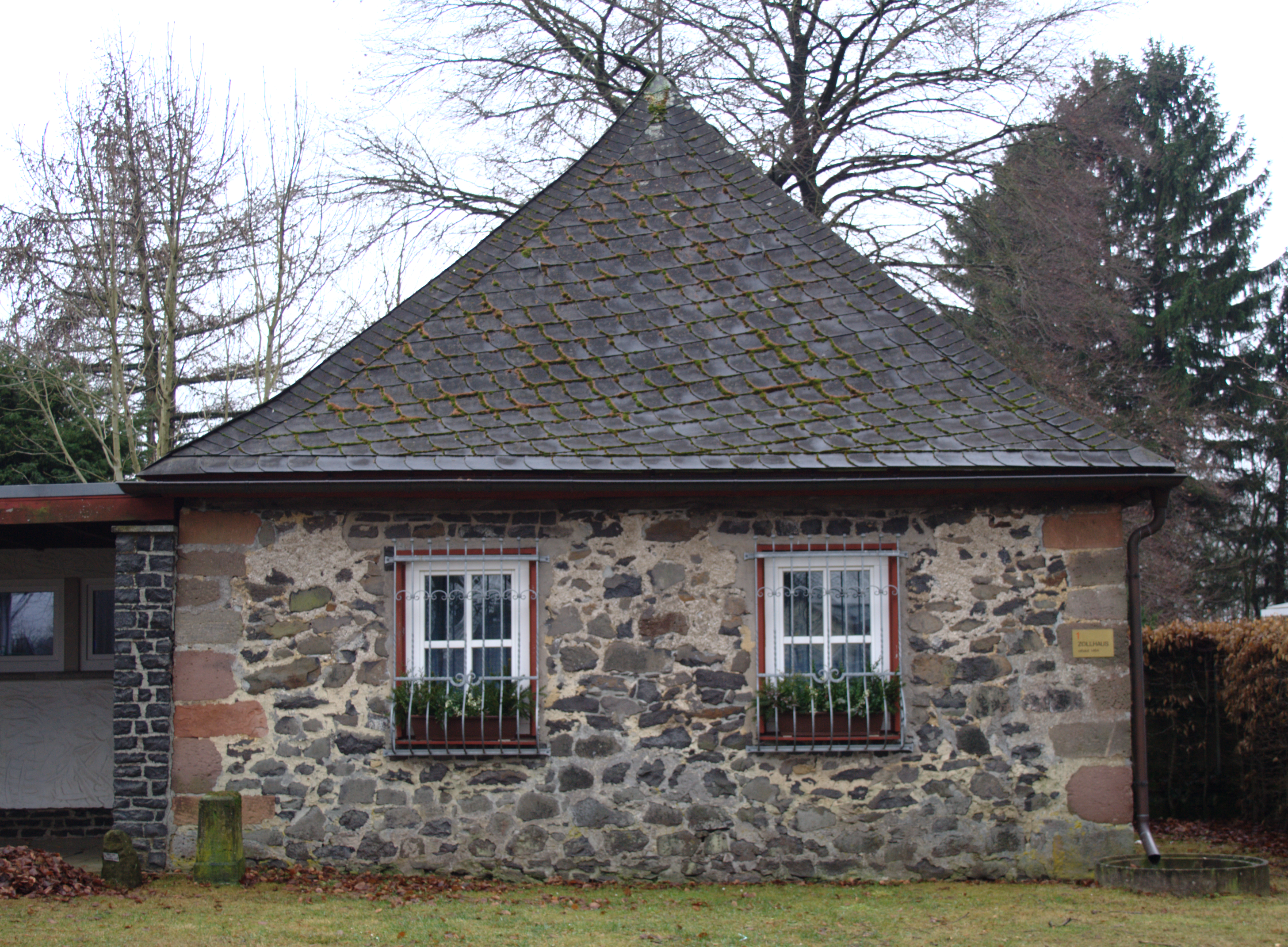
VHC Clubhaus in Ulrichstein
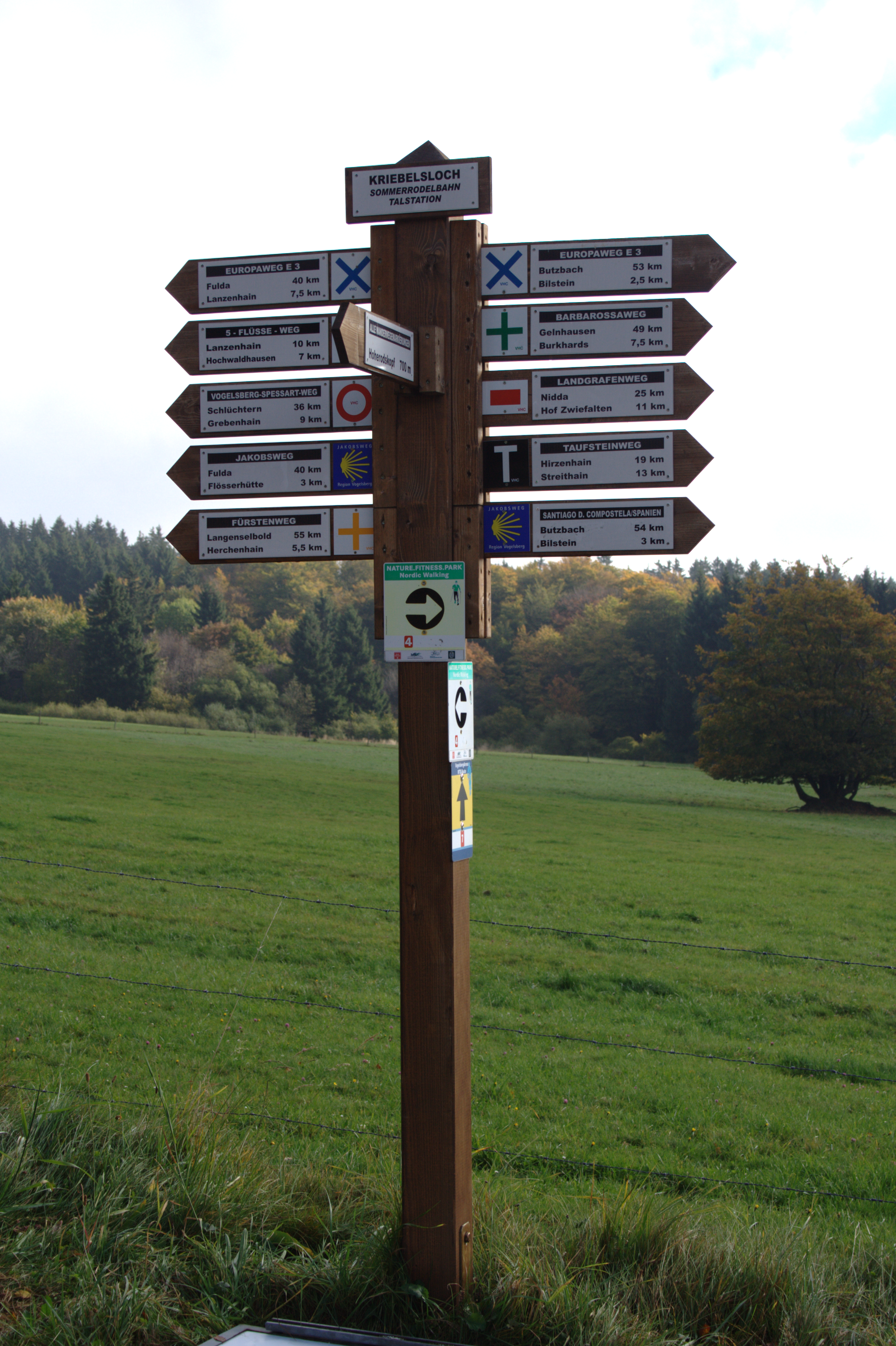
Wegweiser Freizeitwege - VHC und Vogelsberg Arena

## Aufgaben
Ehrenamtlich tätige Wegewarte betreuen über 3000 km markierte Wanderwege in Mittelhessen und in der Wetterau. Die Förderung durch das Land Hessen für diese Aufgabe geht zurück; deswegen soll „die Finanzierung der Wegearbeit durch Annehmen von Auftragsarbeiten für Kommunen zur Pflege und Anlage der Wanderwege umgestellt werden.“
Neben der Wegebetreuung veranstaltet der VHC regelmäßig öffentliche Wanderungen, bietet Freizeiten an, arbeitet mit den Fremdenverkehrsorganisationen zusammen, ist in der heimatlichen Brauchtumspflege aktiv und betätigt sich als anerkannter Naturschutzverein im Natur- und Landschaftsschutz. In dieser Funktion nimmt er Stellung zu Eingriffen in Natur und Landschaft nach Paragraph 29 des Bundesnaturschutzgesetzes.

## Wanderwege des VHC
- Vulkanring: Wandern auf dem Vulkan, ein 125 km langer Rundwanderweg
- Oberhessen-Weg: Gießen, Hangelstein, Beuern, Bersrod, Wirberg, Grünberg, Weickartshain, Freienseen, Oberseener Hof, Petershainer Hof, Feldkrücker Höhe, Hoherodskopf
- Lahn-Kinzig-Weg: Wetzlar, Dünsberg, Wettenberg, Gießen, Annerod, Albach, Münster, Laubach, Oberseener Hof, Rudingshain, Hoherodskopf, Taufstein, Herchenhainer Höhe (Ehrenmal), Hartmannshain, Volkartshain, Kirchbracht, Birstein, Eisenhammer, Schlierbach, Wächtersbach
- Europaweg E3, Europäischer Fernwanderweg Atlantik – Ardennen – Böhmerwald, Teilstück Wetterau/Vogelsberg: Butzbach, Münzenberg, Bellersheim, Hungen, Schotten, Bilstein, Hoherodskopf, Lanzenhain, Herbstein, Blankenau, Fulda
- Taunus - Rhön - Weg: Bad Nauheim, Steinfurth, Münzenberg, Kloster Arnsburg, Lich, Nonnenroth, Laubach, Jägerhaus, Petershainer Hof, Ulrichstein, Dirlammen, Lauterbach, Steinberg, Schlitz
- Vulkan-Steig (Vater-Bender-Weg): Frankfurt-Seckbach, Lohrberg, Bergen, (über Hohe Straße) Ostheim, Langen-Bergheim, Grauer Stein, Herrnhaag, Büdingen, Michelau, Wenings, Ober-Seemen, Volkartshain, Hartmannshain, Herchenhainer Höhe, Taufstein, Hoherodskopf, Feldkrücker Höhe, Ulrichstein, Groß-Felda, Oberrod, Alsfeld
- Fürstenweg: Langenselbold, Ronneburg, Vonhausen, Büdingen, Bindsachsen, Wenings, Gedern, Herchenhain, Hoherodskopf, Ulrichstein, Totenköppel, Meiches, Allmenrod, Lauterbach
- Limesweg (Limeswanderweg, Abschnitt Wetterau): Butzbach, Römerturm Pohlheim, Kloster Arnsburg, Hungen, Inheidener See, Steinheim, Unter-Widdersheim, Bisses, Bingenheim, Staden, Altenstadt, Langen-Bergheim, Ravolzhausen, Langendiebach, Rückingen, Großkrotzenburg

Weitere Wanderwege
- Naturparkquerweg (Laubach–Hartmannshain)
- Basaltweg (Gedern–Ulrichstein)
- Vogelsberg-Spessart-Weg (Schotten–Schlüchtern)
- Lahn–Ohm–Weg (Gießen–Ober-Ohmen)
- Landgrafenweg (Nidda–Ulrichstein)
- Wetterau–Spessart–Weg (Echzell–Schlüchtern)
- Burgen–Pfad (Friedberg–Gelnhausen)
- Fünf–Flüsse–Weg (Echzell–Lanzenhain)
- Barbarossaweg (Gelnhausen–Hoherodskopf)
- Ohm–Kinzig–Weg (Homberg (Ohm)–Wächtersbach)
- Pilgerweg (Stockheim–Blankenau)
- Baronenweg (Schlitz–Hoherodskopf)
- Ohm–Seental–Pfad (Ober-Ohmen–Grünberg)
- Nordwestweg (Alsfeld–Grünberg)
- Höhenrundweg am Hoherodskopf
- Reffenstraße (Herrnhaag–Fulda)
- Stolberg–Ysenburg–Weg (Stockheim–Stockheim)
- Fachwerkwanderweg (Grünberg – Lich)
- Knotenweg (Alsfeld (Fulder Tor) – Lauterbach)
- Wallfahrtsweg (Ronneburg–Sternbacher Kirche)
- Nidda–Nidder–Weg (Nidda–Hirzenhain)
- Apfelweg (Nidda–Stockheim)
- Taufsteinweg (Bleichetal–Taufstein)
- Kinzigtalweg (Schlüchtern–Gelnhausen)
- Sternweg ((Hagen)–Ruppertenrod–Hoherodskopf)
- Fuldawanderweg (Teilstück Lüdermünd–Unterschwarz)